# Ильменский фестиваль
Ильме́нский фестива́ль авторской песни («Ильме́ны», «Ильме́нка», «Ильме́нь») — фестиваль авторской песни, проводимый ежегодно с 1973 в начале лета, обычно во вторые выходные июня, иногда — в третьи возле города Миасс Челябинской области. С 1973 фестиваль проходил на берегу Ильменского озера. C 1983 по 1986 — запрещён, в 1989 и 1990 фестиваль проходил на берегу озера Морскалы возле посёлка Ленинск в 20 км от Миасса, с 2015 фестиваль проходит на территории горнолыжного курорта «Солнечная долина» на берегу реки Сыростан в 15 км от Миасса. Из-за пандемии COVID-19 в 2020 году прошёл только онлайн-конкурс, а в 2021 году помимо онлайн-конкурса прошли фестивальные концерты в Челябинске. С 2022 года фестиваль снова проводится в «Солнечной долине».
На традиционном месте, на западном берегу Ильменского озера, с 2015 года неофициально проходит «Народная Ильменка», организуемая силами её участников, которые определяют это мероприятие как субботник, совмещённый с концертом.

## История
Первый областной конкурс исполнителей туристской песни, прошедший 19—20 мая 1973, собрал около 800 участников из семи городов, в настоящее время фестиваль собирает от 10 до 20 тысяч (с учётом посетителей, пришедших на короткое время — до 40 тысяч) участников из России, ближнего и дальнего зарубежья.
Участниками, членами жюри и гостями фестиваля были такие известные барды как Виктор Берковский, Борис Вахнюк, Юрий Визбор, Александр Городницкий, Александр Дулов, Алексей Иващенко, Владимир Ланцберг, Леонид Сергеев. Ныне известные авторы и исполнители Олег Митяев, Анатолий Киреев, Татьяна Фоменко, Анатолий Хмель, Юрий Зыков, Пётр Старцев, Елена Щибрикова, Юрий Гарин, трио «Мультики» (Лариса Брохман, Юрий Харченко, Андрей Волков), Евгений Лихачёв, Андрей Крамаренко, Михаил Сипер, Яна Симон, Николай Якимов, Александр Деревягин, Алексей Гущин и Сергей Андрейченко, Виталий Казарцев и Олег Степанов, Анна и Джесси Мара, Мария и Рафаэль Валитовы, Роберт Кур и многие другие — обязаны своим творческим рождением «Ильменке».
В рамках программы фестиваля проходят конкурсные концерты. Конкурс проводится в трёх возрастных группах: основной (старше 18 лет), «Наша смена» (14—18 лет), «Поют туристята» (до 14 лет). На фестивале с 1989 года действуют несколько концертных сцен — как минимум, главная и лесная.
Автор эмблемы Ильменского фестиваля — художник Леонид Маткин, участник фестиваля с 1978 года.

## Сцены
- Главная (Большая) сцена.
- Лесная сцена («Лесная площадка», с 1989).
- «Шатёр»

### В прошлые годы
- «Республика Будущего» (до 2013 — «Детская Республика»).
- Сцена «Костёр».
- «U235» (с 2017).

## Проведённые фестивали

### 1973
Первый областной конкурс исполнителей туристской песни прошёл 19-20 мая 1973 года в районе Уральской турбазы и собрал 800 человек из 7 городов.

### 1974
Второй областной конкурс самодеятельной туристской песни — 21-23 июня 1974 в районе Уральской турбазы.

### 1975
Третий областной конкурс туристской песни — 21-22 июня 1975 года на Уральской турбазе.

### 1976
Четвертый областной конкурс самодеятельной туристской песни — 11-12 сентября 1976 в районе Ильменской турбазы.

### 1977
Пятый областной конкурс самодеятельной туристской песни — 4-6 июня 1977 в районе Ильменской турбазы.

### 1978
Шестой областной конкурс самодеятельной патриотической песни — 16-19 июня 1978 в районе Ильменской турбазы.

### 1979
Седьмой областной туристический слёт самодеятельной песни — 16-18 июня 1979 в районе Ильменской турбазы.

### 1980
Восьмой областной туристский слёт исполнителей самодеятельной патриотической песни — 20-22 июня 1980 в районе Ильменской турбазы.

### 1981
Девятый областной фестиваль исполнителей самодеятельной патриотической песни — 29-31 мая 1981 в районе Ильменской турбазы.

### 1982
Десятый областной фестиваль авторов и исполнителей самодеятельной патриотической песни, посвященный 60-летию образования СССР — 28-30 мая 1982 в районе Ильменской турбазы.

### 1983—1986
В 1983—1986 годах фестиваль был запрещён, однако во время действия запрета было проведено три «неофициальных» фестиваля.

### 1987
XI фестиваль самодеятельной патриотической песни — в 1987 в районе Ильменской турбазы.

### 1988
I Уральский региональный фестиваль самодеятельной песни проходил в конце мая 1988 года в районе Ильменской турбазы.

### 1989
XIIII Ильменский фестиваль авторской песни — 9-11 июня 1989 в районе озера Морскалы возле посёлка Ленинск недалеко от Миасса.

### 1990
XIV Ильменский фестиваль авторской песни — 8-10 июня 1990 в районе озера Морскалы.
1991—1994. Фестиваль проходил в районе Ильменской турбазы.

### 1995
XIX Ильменский фестиваль авторской песни — 9-12 июня 1995 в районе Ильменской турбазы.

### 1996
XX Ильменский фестиваль авторской песни — в июне 1996 в районе Ильменской турбазы.

### 1997
XXI Ильменский фестиваль авторской песни — 12-14 июня 1997 в районе Ильменской турбазы. Регистрация участников не проводилась из-за возросшего их числа, по примерным подсчётам фестиваль посетили более 35 тысяч человек

### 1998
XXII Ильменский фестиваль авторской песни — 11-14 июня 1998 в районе Ильменской турбазы.

### 1999
XXIII Ильменский фестиваль авторской песни — 10-13 июня 1999 в районе Ильменской турбазы.

### 2000
XXIV Ильменский фестиваль авторской песни — 9-11 июня 2000 в районе Ильменской турбазы.

### 2001
XXV Ильменский фестиваль авторской песни — 9-12 июня 2001 в районе Ильменской турбазы.

### 2002
XXVI Ильменский фестиваль авторской песни — в июне 2002 в районе Ильменской турбазы.

### 2003
XXVII Ильменский фестиваль авторской песни — 12-14 июня 2003 в районе Ильменской турбазы.

### 2004—2012
Фестиваль проходил в районе Ильменской турбазы.

### 2013
XXXVII Ильменский фестиваль авторской песни. Фестиваль проходил с 14 по 16 июня в районе Ильменской турбазы. Общее число зрителей, участников и гостей — 45 тысяч человек. Детская Республика расширила свои границы и превратилась в площадку для творческой молодёжи «Республика будущего», в этой новой Республике помимо обычной работала и новая костровая сцена, а также проходили семинары и мастер-классы. Отмечено уменьшение числа пьяных на фестивале.

### 2014
XXXVIII Ильменский фестиваль. 

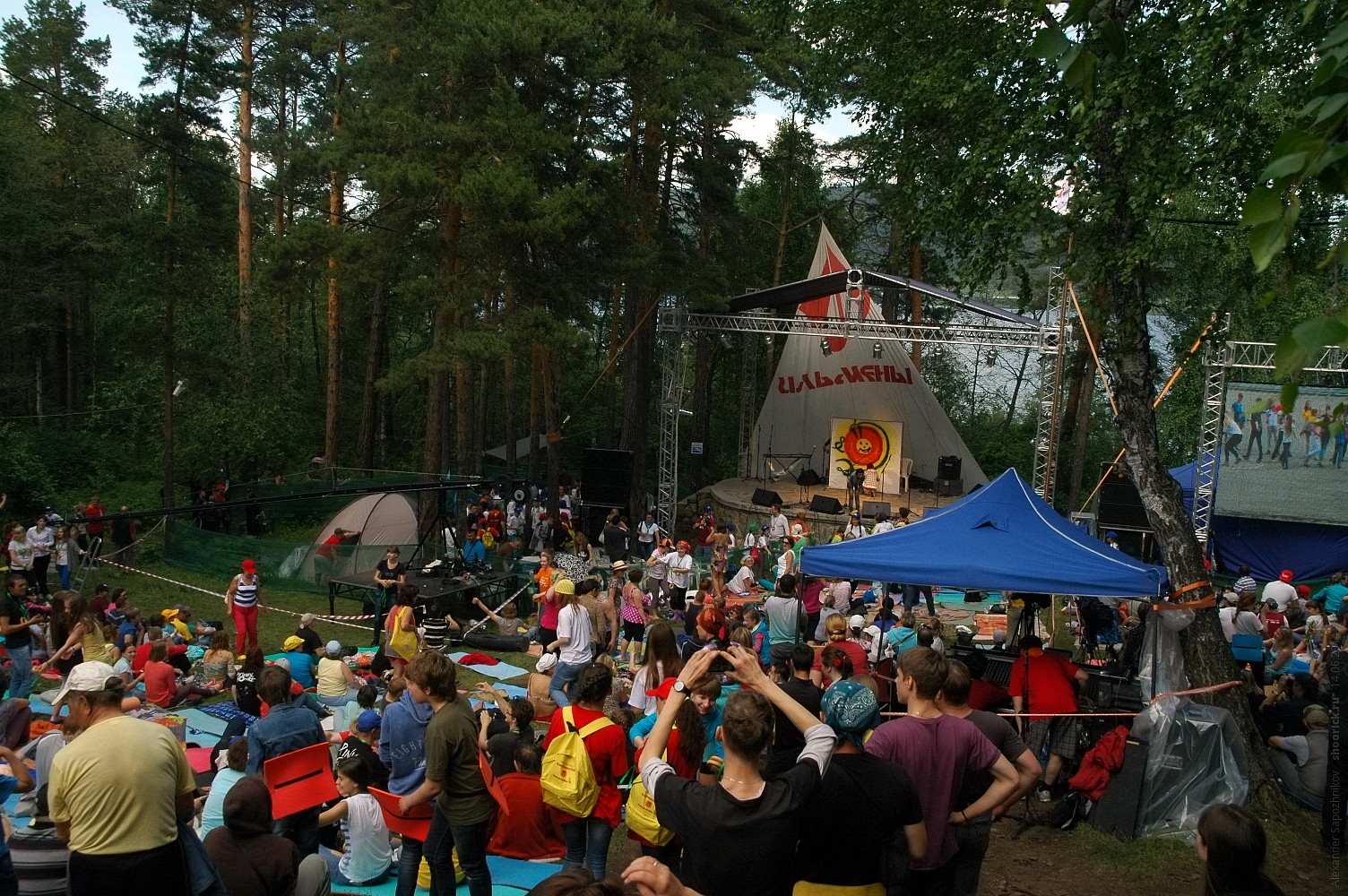
Главная сцена XXXVIII Ильменского фестиваля

 Был открыт 13 июня 2014 и должен был продолжаться до 15 июня. Пивоваренная компания «Балтика» перестала быть генеральным спонсором фестиваля, был введён запрет на продажу алкогольных напитков, включая пиво. На фестивале ожидалось более 40 тысяч гостей и участников.

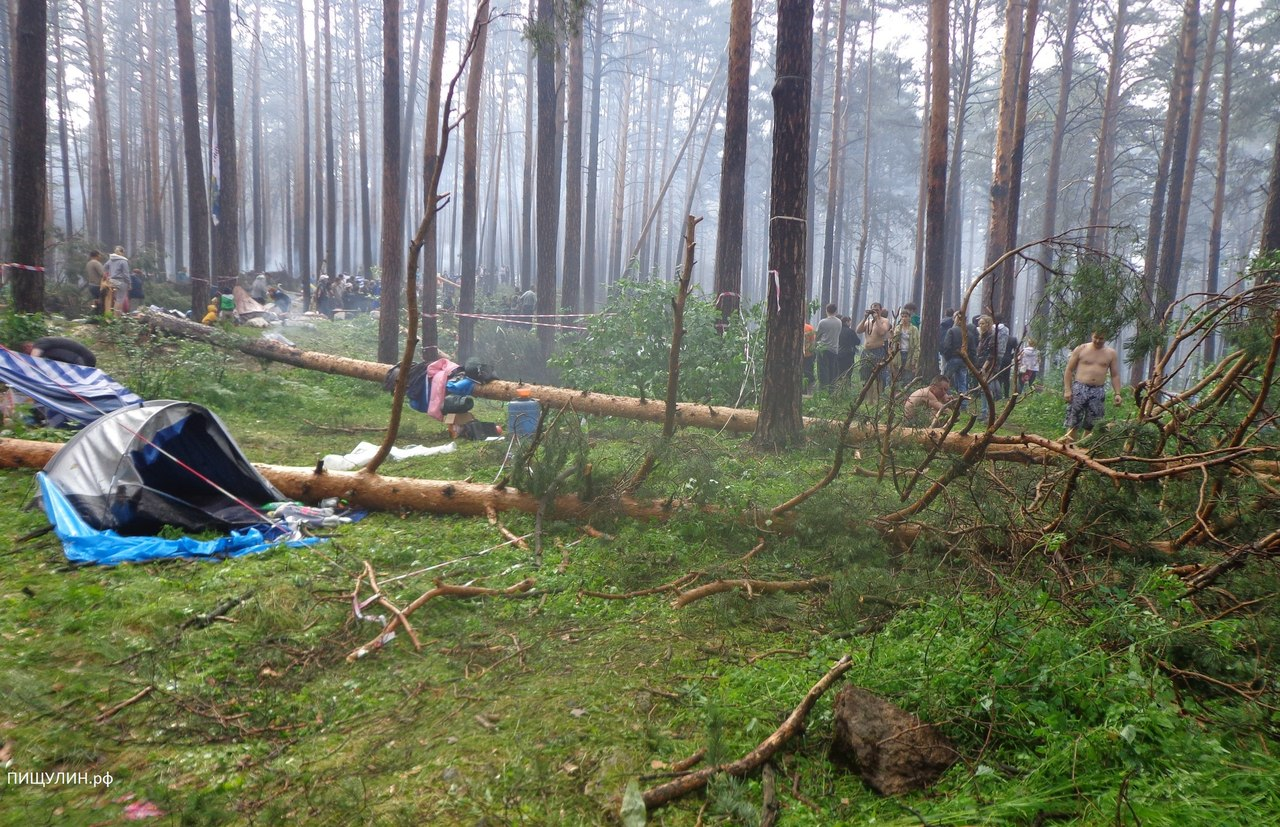
Упавшие деревья на Ильменском фестивале в 2014 году

14 июня около 17:10 по местному времени по территории фестиваля, где находилось около 23 тысяч человек, прошла гроза с градом и шквалистым усилением ветра, вызвавшим падение десятков деревьев (в основном — взрослых сосен). В результате погибли три человека (два ребёнка получили смертельные травмы упавшими деревьями, одна женщина убита молнией), 13 человек пострадали. Фестиваль был прекращён, проведена эвакуация участников.

### 2015
XXXIX Ильменский фестиваль. Несмотря на произошедшую на XXXVIII Ильменском фестивале трагедию, было решено продолжить проведение фестиваля. В 2015 году было запланировано проведение фестиваля на новом месте — горнолыжном курорте «Солнечная долина». На «исторической поляне» возле Ильменского озера летом 2015 проводилось исследование почв и растительности — причиной послужили массовые падения сосен: не только во время XXXVIII Ильменского фестиваля, но и позже — в октябре 2014 и июне 2015.

### 2016
XL Ильменский фестиваль. Юбилейный сороковой Ильменский фестиваль прошёл с 10 по 12 июня 2016 года на территории горнолыжного курорта «Солнечная долина». Работали две концертные площадки — Главная сцена и Лесная сцена. Общее число зрителей, участников и гостей составило более 10 тысяч. Программа фестиваля была незначительно сокращена из-за ухудшения погодных условий.

### 2017
XLI Ильменский фестиваль. Прошёл с 9 по 11 июня 2017 года на горнолыжном курорте «Солнечная долина». С 15 февраля по 30 апреля 2017 года Фонд Олега Митяева проводил интернет-конкурс среди авторов-исполнителей. Лауреат интернет-конкурса получил возможность приезда на фестиваль за счёт принимающей стороны для участия в программе: награждение на Главной сцене, выступление на Главной сцене в концертах «Vivat, Ильмены», «Ильменский звездопад», «Концерт лауреатов Ильменского фестиваля». Кроме того, лучшие авторы и исполнители автоматически прошли во II тур конкурса авторской песни с выступлением на Главной сцене, который прошёл 10 июня.

### 2018
XLII Ильменский фестиваль. Прошёл с 15 по 17 июня 2018 года на горнолыжном курорте «Солнечная долина». Фестиваль посетило 12700 гостей, в конкурсе авторской песни приняли участие 226 человек. С 15 февраля по 30 апреля 2017 года Фонд Олега Митяева проводил интернет-конкурс среди авторов-исполнителей. Лауреат интернет-конкурса получил возможность приезда на фестиваль за счёт принимающей стороны для участия в программе: награждение на Главной сцене, выступление на Главной сцене в концертах «Vivat, Ильмены», «Ильменский звездопад», «Концерт лауреатов Ильменского фестиваля».

### 2019
XLIII Ильменский фестиваль. Прошёл с 28 по 30 июня 2019 года на горнолыжном курорте «Солнечная долина», завершающий концерт фестиваля — 30 июня в Сатке. За три дня мероприятие посетило 19 300 гостей, выступило 150 артистов.. Причины переноса сроков фестиваля — погодные условия (в конце июня обычно теплее, чем в первой половине месяца) и стремление дать возможность сибирским участникам совместить посещения Ильменского и Грушинского фестивалей.

### 2020
В начале 2020 года было объявлено, что 44-й Ильменский фестиваль состоится с 26 по 28 июня 2020 года на горнолыжном курорте «Солнечная долина», однако из-за пандемии коронавирусной инфекции сначала было объявлено, что дата проведения может быть изменена, а затем было принято решение о проведении первого тура конкурсов заочно, через Интернет. Первый тур прошёл в июне, в начале июля были объявлены его результаты, второй тур был отложен до момента нормализации эпидемической обстановки и состоялся в заочном формате — итоги были подведены к октябрю 2021.

### 2021
Проведение 45-го Ильменского фестиваля было запланировано на 25-27 июня, однако из-за роста заболеваемости фестиваль в традиционном виде не проводился. В октябре-ноябре был проведён конкурс авторской песни, а 11 ноября — концертная программа в зале имени С. Прокофьева Челябинской филармонии.

### 2022
46-й Всероссийский Ильменский фестиваль авторской песни прошёл в традиционном виде — как полевое мероприятие на территории «Солнечной долины» с 24 по 26 июня 2022 года. Мероприятия фестиваля включали в себя презентацию Детского фестиваля авторской музыки и поэзии «U 235. Новые песни». Общее число участников фестиваля и зрителей трансляции — 37 тысяч, из них почти 10 тысяч — участники фестиваля.

### 2023
47-й Всероссийский Ильменский фестиваль авторской песни прошёл с 16 по 18 июня 2023 года в «Солнечной долине» в рамках «Марафона авторской песни России 2022—2023 — традиции событийного туризма». Фестиваль собрал более 10 тысяч участников, интернет-трансляцию концертов посмотрели более 80 тысяч зрителей.
2024
10-я Народная Ильменка (2015-2024). С 12 по 14 июля 2024 года, город Миасс. Не имеет отношение к официальному Ильменскому фестивалю. Проводится силами его участников на берегу озера Ильменское. Ссылка: 
2025
11-я Народная Ильменка (2015-2025) Акустическая походная версия.